# مسجد فوزهو
مسجد فوزهو (بالصينية: 福州清真寺، بالإنجليزية: Fuzhou Mosque ) هو مسجد في مدينة فوزهو في مقاطعة فوجيان في الصين 
.

## الموقع
يقع مسجد فوزهو تحت جسر انكانغ في مدينة فوزهو، أعيد بناء المسجد في عهد حكم أسرة مينغ بعد اطلاق النار عليه في أحد الحروب.

## وصلات خارجية
- موقع مسجد فوزهو على الخريطة